# Biblioteca de la Universidad de Leipzig
La Biblioteca de la Universidad de Leipzig (en alemán: Universitätsbibliothek Leipzig), también conocida como Bibliotheca Albertina, es la biblioteca central de la Universidad de Leipzig. Es una de las bibliotecas universitarias más antiguas de Alemania.

## Historia
La biblioteca fue fundada en 1542, durante la Reforma, por el entonces rector de la universidad, Caspar Borner, quien convenció al duque Mauricio de Sajonia para que donara a la universidad las propiedades y edificios del disuelto convento dominico de San Pablo de Leipzig. La biblioteca comenzó a funcionar en uno de los edificios del monasterio con 1000 libros y unos 1500 manuscritos procedentes de los fondos de cuatro monasterios secularizados de la ciudad de Leipzig y de otros monasterios disueltos de Sajonia y Turingia. En 1543, sus terrenos y edificios pasaron a manos de la Universidad de Leipzig en virtud de una donación del duque albertino Mauricio de Sajonia. En uno de estos edificios, el Mittelpaulinum, se reunieron las colecciones bibliográficas de varios monasterios.
Entre los bibliotecarios de especial relevancia se encuentran: Joachim Feller (bibliotecario desde 1675) como editor de un catálogo impreso de manuscritos, Christian Gottlieb Jöcher (bibliotecario de 1742 a 1758) como iniciador de un catálogo alfabético exhaustivo y Ernst Gotthelf Gersdorf (desde 1833 primer director de la biblioteca con dedicación exclusiva), que reorganizó la biblioteca según principios científicos.

## El edificio

### Planificación y construcción

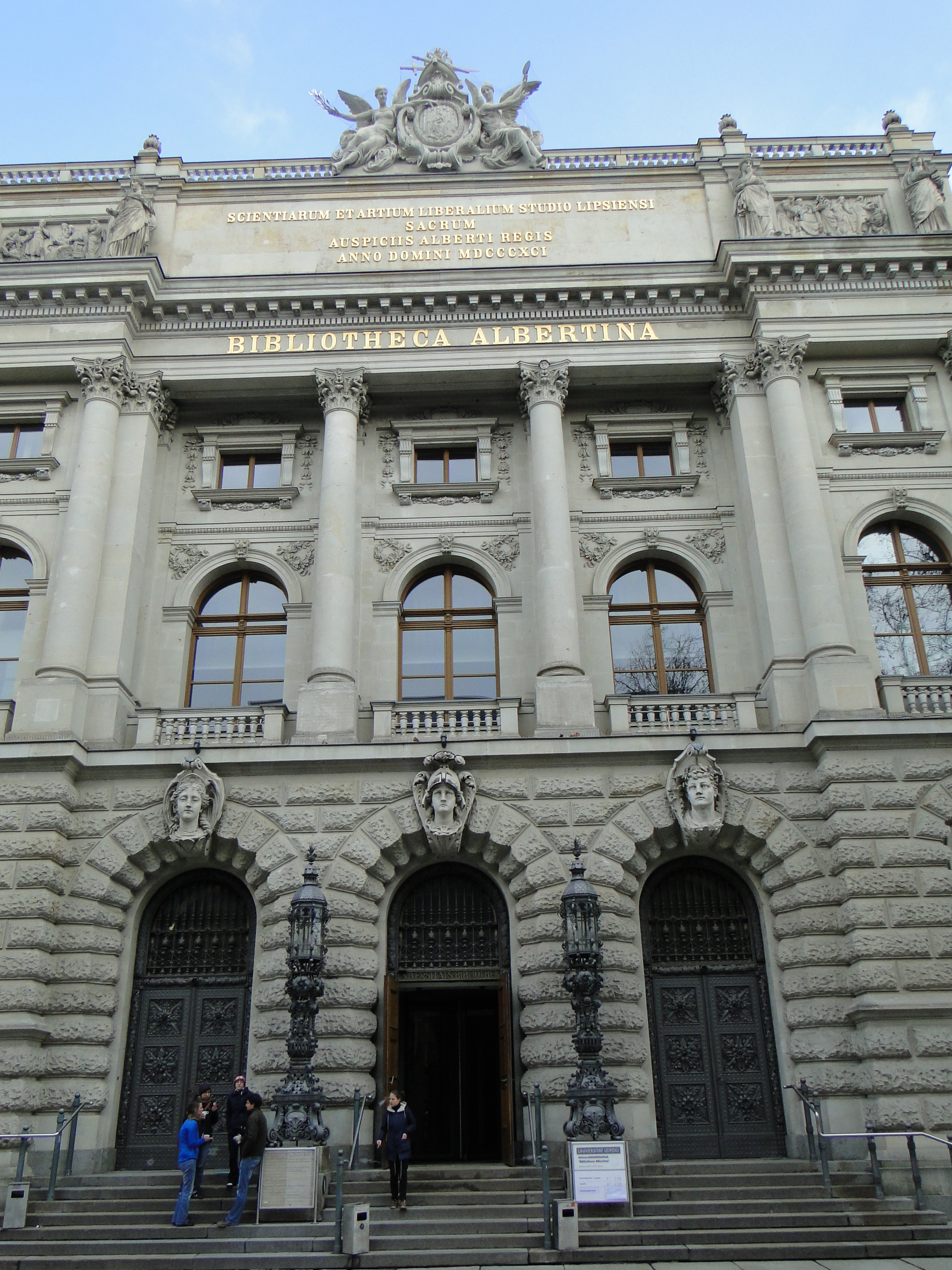
Entrada (2013)

Debido al notable aumento de los fondos bibliográficos, en parte gracias a la adquisición de la colección de Goethe al editor Salomon Hirzel, y sobre todo debido al incremento de la producción editorial en el siglo XIX, se hizo necesario el traslado a un edificio de mayores dimensiones. El lugar elegido para el nuevo edificio de la biblioteca fue el Barrio de la Música, construido en la década de 1880 en las inmediaciones del Tribunal Imperial de Justicia y la antigua Gewandhaus. Se convocó un concurso de propuestas al que se presentaron 34 proyectos. El 15 y 16 de octubre de 1883, un jurado deliberó sobre las diez propuestas seleccionadas para la fase final y falló a favor del proyecto de Arwed Roßbach, de estilo neorrenacentista. La ceremonia de colocación de la primera piedra tuvo lugar en junio de 1887, la de coronación en mayo de 1889 y la inauguración oficial se celebró el 24 de octubre de 1891. El edificio recibió el nombre de Bibliotheca Albertina en honor al rey Alberto de Sajonia.
El edificio es una estructura simétrica de 107 metros de largo y cuatro alas, con dos patios interiores, en la actualidad cubiertos, que se usan como zonas de lectura. Cuenta con unos 700 puestos para los usuarios. El edificio se distribuye en cuatro plantas. La fachada está orientada al sur-sureste y tiene dos avant-corps en las esquinas y uno central de cinco ejes. En los tres ejes centrales se encuentra el portal de entrada. Las claves situadas sobre las tres puertas de entrada muestran las cabezas de Juno (izquierda), Minerva (centro) y un joven (derecha) en representación de la belleza, la sabiduría y la fuerza. El portal de entrada está coronado en su parte superior por un conjunto de figuras de unos 3 metros de altura que representan de manera alegórica la fundación de la Universidad de Leipzig.
En total, se instalaron 16 estatuas y 16 medallones con imágenes de personas vinculadas a la Universidad de Leipzig. Se trata de Johannes Otto von Münsterberg (rector fundador), Caspar Borner (fundador de la biblioteca universitaria), Federico el Pendenciero (fundador de la universidad) y Mauricio de Sajonia (que cedió el monasterio dominico de San Pablo a la universidad). Además de estas obras, que aún se conservan, el edificio original estaba decorado con medallones de Alberto Durero y Miguel Ángel, así como estatuas de Dante Alighieri, Gottfried Wilhelm Leibniz y William Shakespeare.

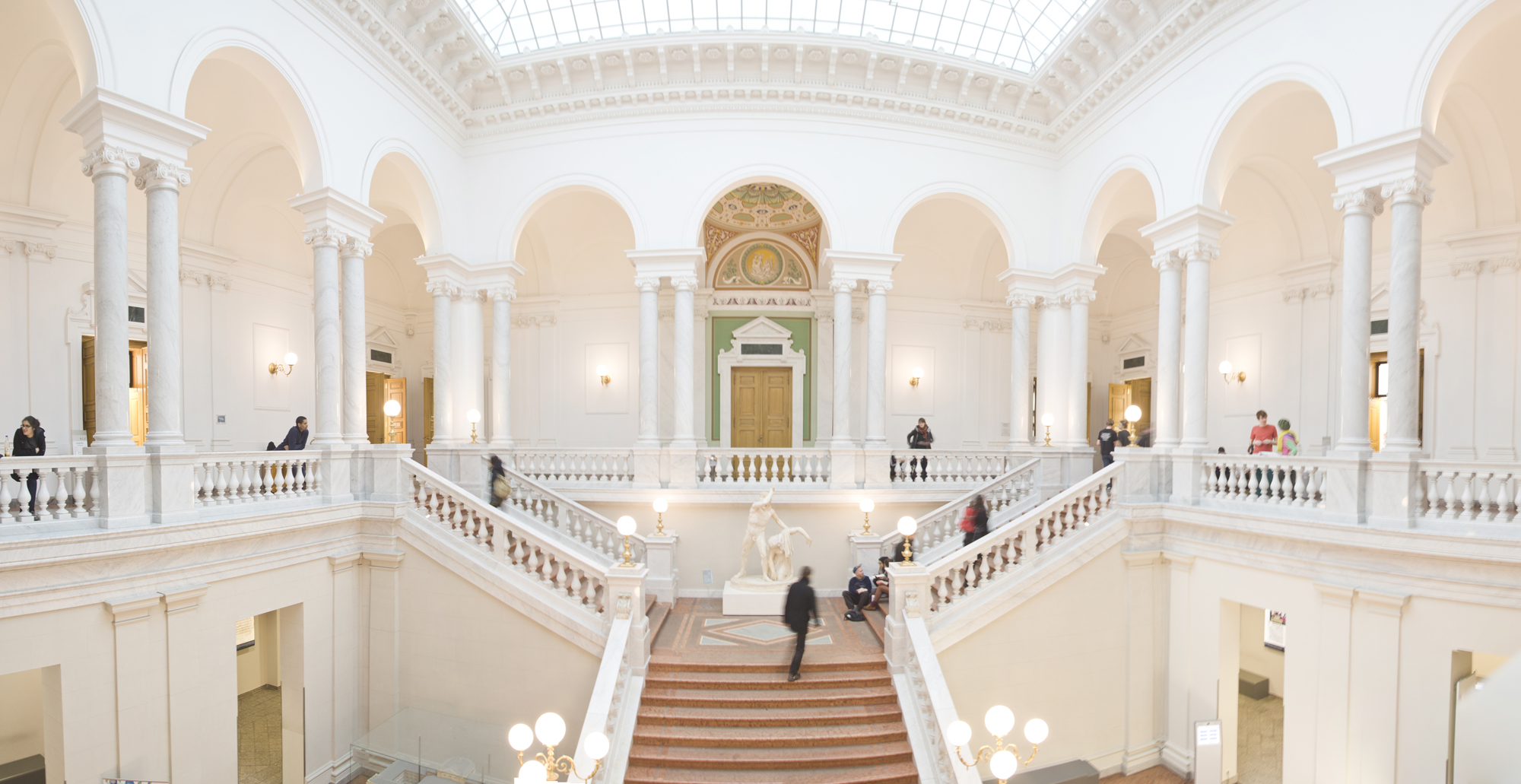
Vestíbulo de la Bibliotheca Albertina (2016)

El acceso a las distintas partes del interior del edificio se realiza a través del vestíbulo de la escalera central. Destacan visualmente las columnas de mármol blanco de Carrara de la parte superior, que contrastan con las ocho columnas negras agrupadas en columnas dobles que sostienen la parte delantera de la galería. Los numerosos elementos decorativos, cuyo lenguaje formal constituido por capiteles, pilastras y cornisas recuerda al de los palacios, confieren una impresión de monumentalidad. No se conservan los frescos ni las pinturas del techo originales.

### Destrucción y reconstrucción

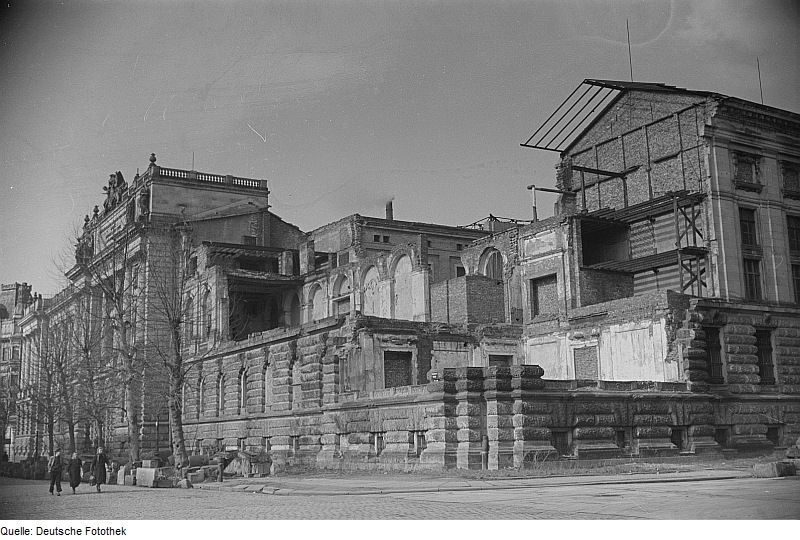
El edificio principal dañado por la guerra (1953)

Durante la Segunda Guerra Mundial, el edificio principal resultó gravemente dañado por los bombardeos aéreos sobre Leipzig del 6 de abril de 1945. No obstante, los catálogos y las colecciones se habían trasladado y se pudieron conservar prácticamente intactos. Se perdieron aproximadamente 42 000 volúmenes. En la actualidad algunos de ellos se hallan en colecciones de bibliotecas rusas. Tras la guerra sólo se utilizó el ala izquierda, que no sufrió daños. Durante décadas no se dispuso de fondos para reconstruir el edificio principal y siguió funcionando parcialmente en ruinas. Debido a los daños sufridos por el edificio principal de la biblioteca universitaria, en las décadas siguientes el uso de ésta se trasladó en muchos casos a las bibliotecas de los distintos institutos y departamentos.
No fue hasta 1994, tras la reunificación alemana, cuando se puso en marcha un extenso proyecto de restauración y ampliación del edificio principal. Se demolieron por completo las ruinas del ala derecha, se excavó una segunda planta de sótano y se reconstruyó la fachada en su forma original, pese a los considerables costes que ello supuso. Las obras de renovación, restauración y rehabilitación se prolongaron hasta 2002 y costaron 64 millones de euros.
En la actualidad, el edificio principal de la Biblioteca Universitaria, la Bibliotheca Albertina, es una de las 15 sedes de la Biblioteca Universitaria y se utiliza como biblioteca central de humanidades y archivo de la Universidad de Leipzig.

## Colecciones

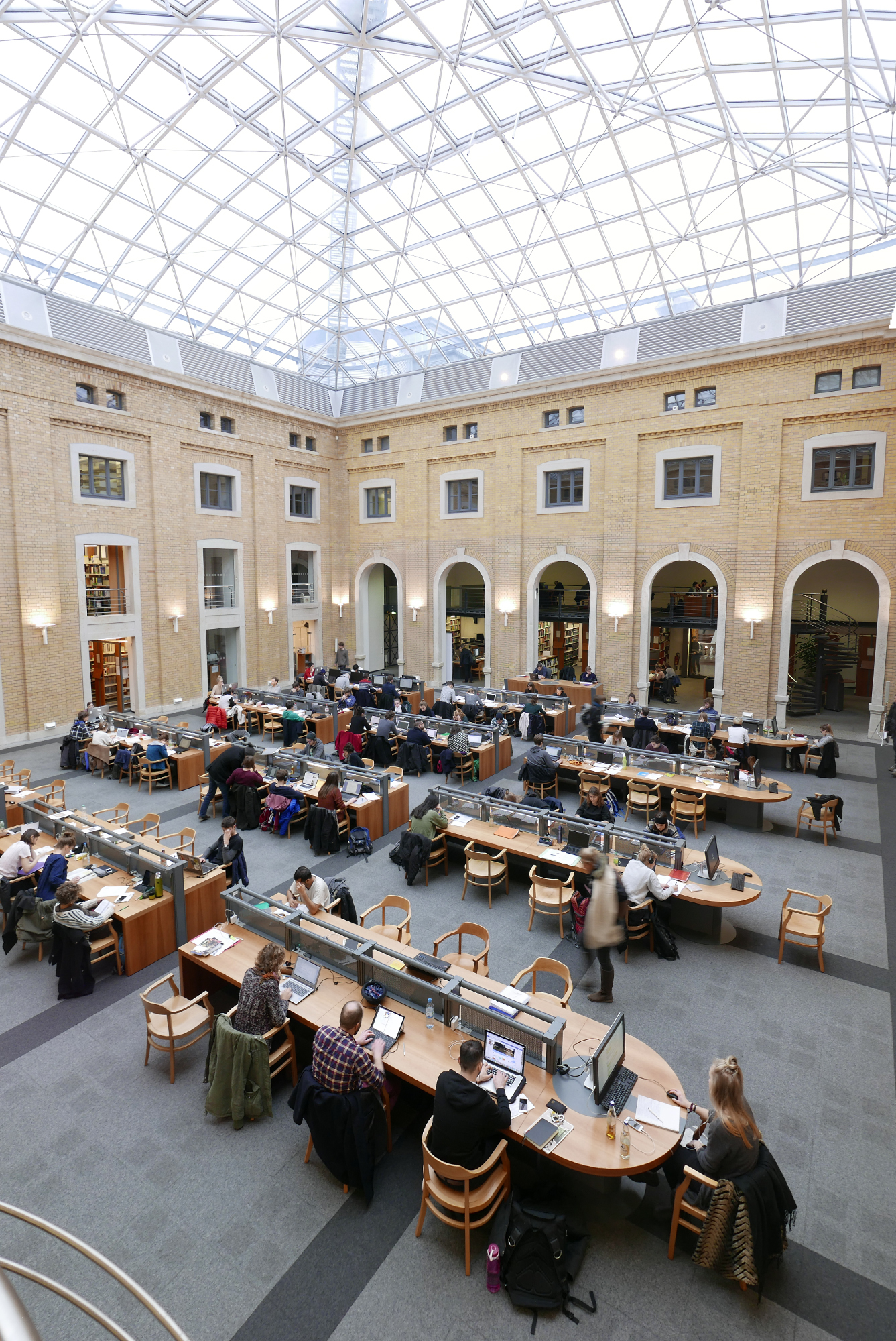
Sala de lectura oeste de la Bibliotheca Albertina (2017)

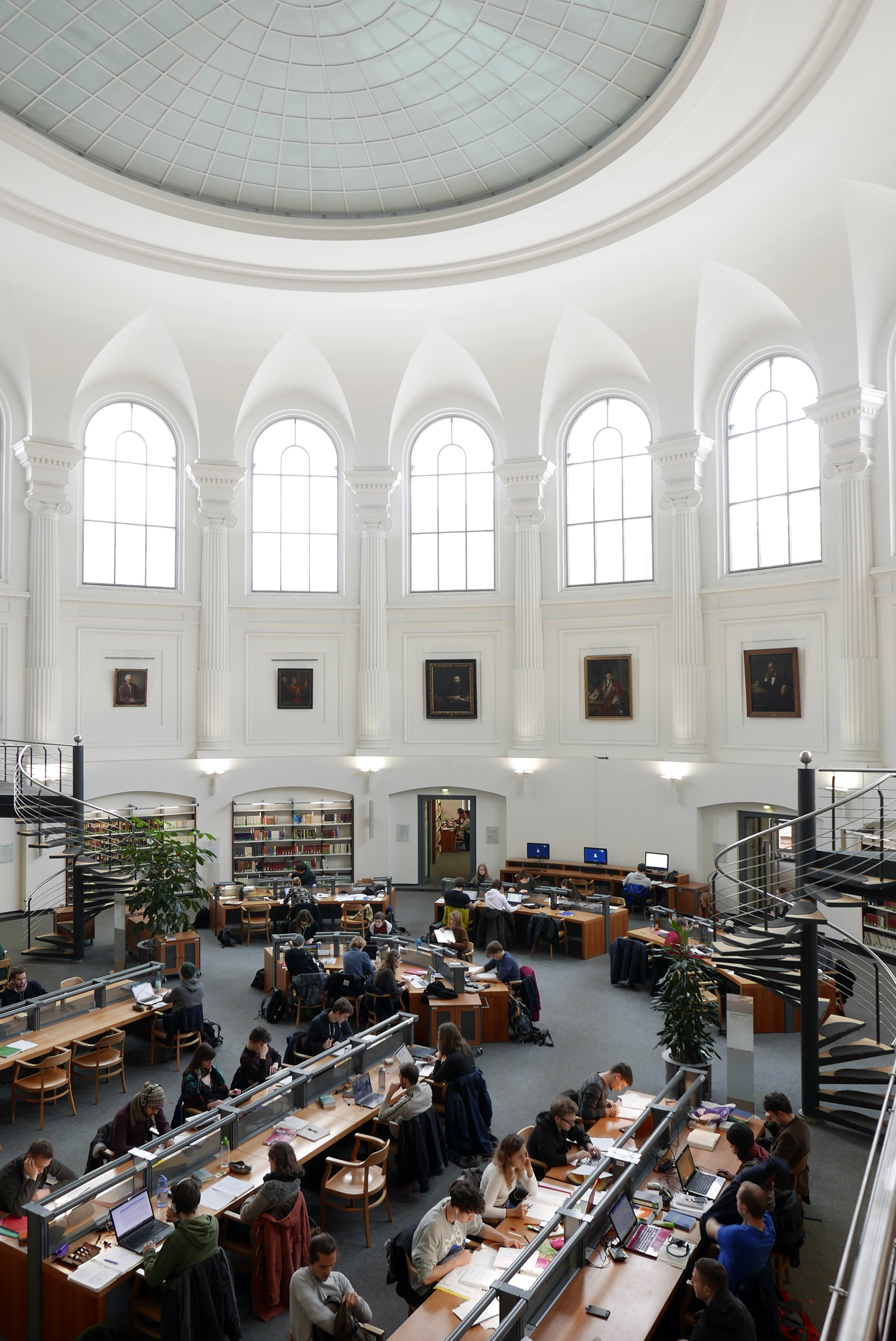
Sala de lectura central de la Bibliotheca Albertina (2017)

La Bibliotheca Albertina constituye el núcleo del actual sistema bibliotecario único de la Biblioteca Universitaria. Es el centro en el que se adquiere y cataloga el material bibliográfico, y en ella se encuentran las instalaciones técnicas centrales, como el taller de encuadernación y el de restauración.
En la actualidad, sus fondos cuentan con más de 5,5 millones de volúmenes y unas 6500 publicaciones periódicas. Unos 3,5 millones de ejemplares se conservan en los depósitos, mientras que el resto es de libre acceso. Solo en el edificio principal hay más de 800 puestos de trabajo.
Además, la biblioteca cuenta con una serie de colecciones especiales, entre las que destacan unos 8700 manuscritos (3200 de ellos de la colección especial de manuscritos orientales), unos 3600 incunables, grabados del siglo XVI y unos 173 000 autógrafos. También cuenta con una importante colección de papiros y óstracos.
En 2010, Brigitte Schellenberger-Tübke, viuda del artista Werner Tübke, donó a la biblioteca 12 cuadernos de bocetos y varios diarios de su marido.
En 2014 se encontró en los fondos del Centro de Manuscritos un antiguo fragmento manuscrito inédito del Parzival de Wolfram von Eschenbach. El fragmento se encuentra en un volumen manuscrito de la biblioteca de la abadía de la catedral de Naumburgo y se utilizó como material de encuadernación en el siglo XV.

### Fondos destacados
La Biblioteca Universitaria de Leipzig posee partes del Codex Sinaiticus o Códice Sinaítico, un manuscrito bíblico del siglo IV, que Konstantin von Tischendorf trajo del Sinaí en 1843. El códice contiene amplias partes del Antiguo Testamento y un Nuevo Testamento completo en griego antiguo, y es uno de los manuscritos más importantes que se conocen del Antiguo Testamento y el Nuevo Testamento griegos. Se trata de la copia más antigua del Nuevo Testamento que se conserva en su totalidad.
La biblioteca también posee el Papiro Ebers, un papiro médico del antiguo Egipto (hacia 1525 a. C.). Es uno de los papiros más antiguos que se conservan y también uno de los textos más antiguos que se conocen de temática médica, e incluye un amplio repertorio de descripciones de enfermedades junto con sus síntomas y diagnósticos.

### Servicio de información especializada
Desde 2014, la biblioteca viene desarrollando el servicio de información especializada para las ciencias de la información, la comunicación y el cine "adlr.link". En 2016 se puso en marcha un portal de búsqueda centralizado dirigido a los académicos del sector. Este servicio de información especializada está financiado por la Sociedad Alemana de Investigación.